# Бенюшка (потік)
Бенющка (словац. Beňuška) — річка в Словаччині, права притока Грону, протікає в окрузі Брезно.
Довжина приблизно 7.3-7.4 км. Витік знаходиться в масиві Низькі Татри (частина Кральовогольські Татри — схил гори Бенюшка) на висоті близько 1330 метрів. Протікає територією міста Брезно (міська частина Буяково).
Впадає в Грон на висоті приблизно 515 метрів.